# Queen's Club Championships 2003
Queen's Club Championships 2003 — тенісний турнір, що проходив на трав'яних кортах у Лондоні, Велика Британія з 9 червня . Належав до категорії ATP International Series.

## Фінальна частина

### Одиночний розряд
Енді Роддік —  Себастьян Грожан 6–3, 6–3

### Парний розряд
Марк Ноулз (тенісист) /  Деніел Нестор —  Магеш Бгупаті /  Максим Мирний 5–7, 6–4, 7–6(7–3)